# Intra-muros
Pour les articles homonymes, voir Intramuros (homonymie).

Illustration des termes de ville-centre, banlieue, couronne périurbaine, unité urbaine et aire d'attraction d'une ville d'après l'Insee.

La locution latine intra-muros ou intra muros définissait à l'origine l'intérieur d'une ville fortifiée, encerclée par des murs. Le terme, vidé de son sens militaire, est couramment employé pour désigner explicitement la ville-centre, soit, au sens proprement administratif, la commune principale d'une agglomération urbaine couramment appelée « ville ». Une « ville intra-muros » (exemples : Paris intra-muros, Lyon intra-muros ou Besançon intra-muros) désigne donc une ville sans sa banlieue. La ville-centre peut aussi désigner la commune principale d'une aire urbaine, qui est liée économiquement à des villes périphériques dans la même aire. Chacune de ces villes peut par ailleurs être dotée d'une banlieue propre.
Le terme officiel utilisé en France par l'Insee est celui de « ville-centre » et au Canada celui de « ville centrale, ».
La ville-centre ne doit pas être confondue avec le centre-ville, qui forme la partie la plus dense ou la plus active d'une ville, et qu'on peut donc trouver aussi bien dans une ville-centre que dans une ville de banlieue.

## Emploi de cas
Nombreuses sont les villes d'origine médiévale qui se sont largement étendues au-delà de leur enceinte intra-muros pour former une agglomération plus ou moins continue où l'on discerne la partie intra-muros de l'extra-muros sur le plan formel (ville confinée, faubourgs, grands boulevards et banlieue), notamment sur le plan fiscal. Ainsi du centre historique de Saint-Malo, entouré par ses remparts, ou du centre-ville d'Avignon, entouré par les siens.
Aujourd'hui, les rocades et autres ceintures périphériques peuvent aussi constituer les limites entre l'intra-muros (zone urbaine) et le périurbain. C'est notamment le cas des rocades de Bordeaux, de Toulouse, de Rennes et de Nantes.
Paris intra-muros correspond à ces deux cas simultanément, puisqu'il s'agit de la surface comprise à l'intérieur du boulevard périphérique, qui a à peu près repris le tracé de la dernière enceinte de Paris, celle de Thiers